# Цеґлув (гміна)
Гміна Цеґлув (пол. Gmina Cegłów) — місько-сільська гміна у центральній Польщі. Належить до Мінського повіту Мазовецького воєводства.
Станом на 31 грудня 2011 у гміні проживало 6219 осіб.

## Площа
Згідно з даними за 2007 рік площа гміни становила 95.74 км², у тому числі:
- орні землі: 59.00%
- ліси: 35.00%

Таким чином, площа гміни становить 8.22% площі повіту.

## Населення
Станом на 31 грудня 2011:
| Опис     | Загалом | Загалом | Чоловіки | Чоловіки | Жінки | Жінки |
| -------- | ------- | ------- | -------- | -------- | ----- | ----- |
| одиниця  | осіб    | %       | осіб     | %        | осіб  | %     |
| все      | 6219    | 100     | 3086     | 49.62    | 3133  | 50.38 |
| міське   | 0       | 100     | 0        |          | 0     |       |
| сільське | 6219    | 100     | 3086     | 49.62    | 3133  | 50.38 |

## Сусідні гміни
Гміна Цеґлув межує з такими гмінами: Калушин, Лятович, Мінськ-Мазовецький, Мрози, Сенниця, Якубув.